# Chu Quyền

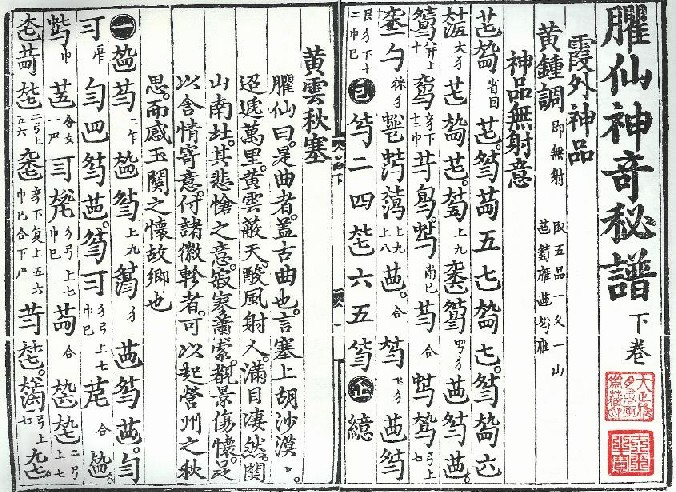
Một phần của Cổ Cầm Phổ do chính Chu Quyền viết nên

Chu Quyền (chữ Hán: 朱權; 27 tháng 5, 1378 - 12 tháng 10, 1448), còn gọi là Ninh Hiến vương (寧獻王), là Hoàng tử thứ 17 của Minh Thái Tổ Chu Nguyên Chương và mẹ là Dương phi (杨妃). Hoàng tử nổi tiếng với tài chỉ huy quân sự; là một sử gia cũng như một nhà viết kịch. Ông cũng được biết đến là một người sành uống trà, một nghệ nhân chơi cổ cầm và là một nhà soạn nhạc.

## Tên gọi khác
Ngoài tước Ninh Hiến vương (寧獻王), ông còn được biết đến với nhiều tên khác như Đại Minh Kỳ Sĩ (大明奇士). Là một người sùng Đạo giáo, ông đã đặt cho mình nhiều tên hiệu khác nhau như Cù Tiên (臞仙), Hàm Khư Tử (涵虚子), Huyền Châu Đạo Nhân (玄洲道人), hay Nam Cực Trùng Khư Diệu Đạo Chân Quân (南极沖虚妙道真君).

## Cuộc đời
Chu Quyền sớm được giao nhiệm vụ chỉ huy quân đội cho cha mình, Minh Thái Tổ Chu Nguyên Chương, người sáng lập ra triều đại nhà Minh. Năm 13 tuổi, ông được cấp đất tại Ninh Thành, thuộc Xích Phong ngày nay, lập thủ phủ tại Đại Ninh. Ông nổi tiếng là người tinh thông nghệ thuật, thành thạo quân đội và đóng vai trò quan trọng xung quanh việc lên ngôi của người cháu mình, sau này là Minh Huệ Đế năm 1399.
Minh Huệ Đế cho vời ông vào Nam Kinh để yết kiến. Lo sợ việc mình sẽ bị giáng chức hoặc bị xử tử như những người anh em khác, Chu Quyền khước từ không đi. Chính vì lẽ đó mà ông bị tước mất 3 đạo quân của mình do sự bất phục với Tân Hoàng đế.
Yên vương Chu Đệ, đang chuẩn bị cho cuộc nổi dậy ở Tĩnh Nan, nhận thấy rằng điều quan trọng bây giờ chính là Chu Quyền trung lập, em trai của ông, vì lực lượng của Ninh vương là mạnh nhất sau Yên vương lúc bấy giờ. Sau nhiều ngày, lực lượng của Chu Đệ cũng bắt giữ được Chu Quyền. Minh sử chép rằng, sau khi sơ tán Đại Ninh, Chu Đệ đã cho đốt hết tất những sổ sách của Chu Quyền.
Sau thời điểm đó, Chu Quyền buộc phải hỗ trợ Chu Đệ trong cuộc nổi dậy của anh mình. Chu Đệ lên ngôi, lấy niên hiệu Vĩnh Lạc. Thành Tổ lúc khởi sự đã hứa khi sự thành sẽ cùng hưởng chung thiên hạ với ông. Tuy nhiên khi lên ngôi, Thành Tổ đã ép Chu Quyền phải rời bỏ đất phong và chuyển về một vùng đất nghèo nàn hơn và bị bãi bỏ binh quyền. Chu Quyền định cư tại Nam Xương, thủ phủ của Giang Tây. Chu Quyền bị người dân nơi đó cáo buộc sử dụng tà thuật. Vì thế, ông đã sớm từ chức và dành phần lớn cuộc đời mình để theo đuổi văn hoá dân tộc.
Sau nhiều lần gặp gỡ và trao đổi với các học giả, Hoàng tử quyết định theo đuổi Đạo giáo. Ông rất trân trọng quyển Nguyên Thủy Bí thư (原始秘书), quyển sách còn sót lại sau biển lửa Đại Ninh. Chu Quyền có cả một kho sách về Đạo Giáo, như Thiên Hoàng Chí Đạo Thái Thanh Ngọc Sách (天皇至道太清玉册). Ông còn để lại nhiều tác phẩm khác như Văn Phổ (文谱), Thi Phổ (诗谱), Hán Đường Bí Sử (汉唐秘史), Gia Huấn (家訓), Thần Kỳ Bí Phổ (神奇秘譜), Thông Giám Bác Luận (通鑑博論) và hàng chục cuốn sách khác. Thành công nhất của ông là bộ Trà Phổ (茶谱). Ngoài ra ông còn viết rất nhiều bộ sách hiếm và nhiều vở kịch dưới triều Minh.
Chu Quyền còn nổi tiếng với tài chơi cổ cầm (古琴) thời đó, qua tác phẩm do chính ông biên soạn, Thần Kỳ Bí Phổ (神奇秘譜) vào năm 1425. Đây là bộ sưu tập có quy mô lớn được biết đến đầu tiên của triều Minh còn tồn tại tới ngày nay.
Ninh vương chết trong uất ức vì chuyện ngày xưa, còn con cháu ông cũng mang lòng bất mãn với triều đình. Đỉnh điểm là hậu duệ Chu Thần Hào của Ninh vương nổi binh làm phản dưới thời của Minh Vũ Tông, tuy nhiên đã bị đàn áp và thất bại.
Chu Đáp (1626 - 1705), là một họa sĩ nổi tiếng của Trung Quốc, là con cháu nhiều đời của Ninh Hiến Vương Chu Quyền, tổ tịch ở Nam Xương. Sau khi nhà Minh mất, ông gọt tóc đi tu, sau làm đạo sĩ. Hiệu thường gọi là Bát Đại Sơn Nhân.

## Gia thất

### Thê thiếp
- Trương thị (張氏), con gái của Binh mã Chỉ huy Trương Thái (张泰), mất trước Chu Quyền
- Vương thị (王氏)

Không rõ ông có bao nhiêu người thiếp

### Con cái

#### Con trai
1. Chu Bàn Thức (朱盤烒; ? - 1437), còn gọi là Trang Huệ Thế tử (莊惠世子), tập tước Ninh vương (1403), lấy con gái của Đông thành Binh mã Du Thành (俞盛) năm 1417, thụy là Ninh Huệ vương (寧惠王)
2. Nhị tử, chết yểu
3. Chu Bàn Diệp (朱盤燁), Lâm Xuyên Khang Hy Quận vương (臨川康僖郡王), lấy con gái của Bắc thành Binh mã Phó chỉ huy Hoàng Phúc (黃福) (1425), sau đó tục huyền với con gái của Vương Hưng (王興) (1455). Giáng chức năm 1461
4. Chu Bàn Đào (朱盤烑; 1414 - 1492), Nghi Xuân Yên Giản Quận vương (宜春安簡郡王, phong năm 1428), mẹ là Vương thị, lấy con gái của Kim Ngô vệ Lưu Huân (劉勛, 1430)
5. Chu Bàn Chú (朱盤炷; 1419 - 1459), Tân Xương An Hy Quận vương (新昌安僖郡王, năm 1430), lấy con gái của Hiếu Lăng vệ Cát Đàm (葛覃, 1437), không có người thừa tước, có một con gái là Nam Khương Huyện chúa (南康縣主)
6. Chu Bàn Mạch (朱盤㷬; 1419 - 1437), Tín Phong Điệu Huệ Quận vương (信豐悼惠郡王, năm 1432), không có người thừa tự nên bị tước vị

#### Con gái
1. Vĩnh Tân Quận chúa (永新郡主, năm 1426), lấy Kim Hương vệ Cao Hạc Linh (高鶴齡)
2. Túc Sơn Quận chúa (玉山郡主, năm 1426), lấy Đô đốc Phương Cảnh Tường (方景祥)
3. Thanh Giang Quận chúa (清江郡主, năm 1426), lấy Trần Dật (陳逸)
4. Phụng Tân Quận chúa (奉新郡主, năm 1426), lấy Vương Sảng (王爽)
5. Kim Khê Quận chúa (金溪郡主, năm 1426), lấy Hàn Phụ (韓輔). Mất năm 1449
6. Thái Hoà Quận chúa (泰和郡主, năm 1426), lấy Uông Trạm Nhiên (汪湛然), người Bà Dương
7. Bàng Trạch Quận chúa (彭澤郡主, năm 1426), lấy Vương Chí (王質)
8. Lư Lăng Quận chúa (廬陵郡主, năm 1426), lấy Điền Dục (田昱)
9. Tân Dụ Quận chúa (新喻郡主, năm 1426) lấy Hồ Quang Tế (胡光霽)
10. Tân Thành Quận chúa (新城郡主, năm 1426), lấy Lý Hoàn (李瓛)
11. Phù Lương Quận chúa (浮梁郡主, năm 1426)
12. Thập nhị nữ, chết yểu
13. Nam Phong Quận chúa (南豐郡主, năm 1426), lấy Trương Văn (張雯)
14. Vĩnh Phong Quận chúa (永豊郡主, năm 1427)